# Stadion FK Baník Sokolov
Stadion FK Baník Sokolov je sportovní stadion, který se nachází v západočeském městě Sokolov. Své domácí zápasy zde odehrává fotbalový klub FK Baník Sokolov. Maximální kapacita stadionu činí 5 000 diváků, z toho pouhých 770 míst je k sezení.
V roce 2008 bylo v blízkosti stadionu otevřeno nové hřiště s umělým trávníkem třetí generace, které nahradilo zastaralé škvárové hřiště. Změny se dočkal také samotný stadion, kterému byla odstraněna stará tribuna u tenisových kurtů. Nová tribuna byla slavnostně otevřena v roce 2014.